# Noumory Keïta
Noumory Keïta (né le 26 juin 2001) est un joueur de volleyball malien qui a joué en Serbie puis en Corée du Sud avant de rejoindre l'Italie.
Après avoir joué pour Uijeongbu KB Insurance Stars dans la V-League coréenne,, il rejoint le Blu Volley Vérone, désormais dénommé WithU Verona, dans le Championnat_d'Italie_masculin_de_volley-ball (série A) pour la saison 2022-2023.